# Louis Somers
Louis Somers (ur. 28 maja 1909 w Berchem – zm. 7 lutego 1965) – belgijski piłkarz grający na pozycji bramkarza. Był reprezentantem Belgii.

## Kariera klubowa
Całą swoją karierę piłkarską Somers spędził w klubie Royal Antwerp FC, w którym zadebiutował w pierwszej lidze belgijskiej sezonie 1927/1928. Grał w nim do 1937 roku. Wraz z Royalem dwukrotnie wywalczył mistrzostwo Belgii w sezonach 1928/1929 i 1930/1931 oraz trzykrotnie wicemistrzostwo w sezonach 1929/1930, 1931/1932 i 1932/1933.
| Sezon   | Klub             | Kraj   | Rozgrywki          | Mecze | Gole |
| ------- | ---------------- | ------ | ------------------ | ----- | ---- |
| 1927/28 | Royal Antwerp FC | Belgia | Division d'Honneur | 26    | 0    |
| 1928/29 | Royal Antwerp FC | Belgia | Division d'Honneur | 27    | 0    |
| 1929/30 | Royal Antwerp FC | Belgia | Division d'Honneur | 26    | 0    |
| 1930/31 | Royal Antwerp FC | Belgia | Division d'Honneur | 26    | 0    |
| 1931/32 | Royal Antwerp FC | Belgia | Division d'Honneur | 19    | 0    |
| 1932/33 | Royal Antwerp FC | Belgia | Division d'Honneur | 26    | 0    |
| 1933/34 | Royal Antwerp FC | Belgia | Division d'Honneur | 23    | 0    |
| 1934/35 | Royal Antwerp FC | Belgia | Division d'Honneur | 6     | 0    |
| 1935/36 | Royal Antwerp FC | Belgia | Division d'Honneur | 11    | 0    |
| 1936/37 | Royal Antwerp FC | Belgia | Division d'Honneur | 6     | 0    |

## Kariera reprezentacyjna
W reprezentacji Belgii Somers zadebiutował 4 listopada 1928 w zremisowanym 2:2 towarzyskim meczu z Holandią, rozegranym w Amsterdamie. Od 1928 do 1930 rozegrał w kadrze narodowej 4 mecze.